# 2017-18シーズンのNCAAディビジョンI男子バスケットボール
2017〜18 NCAA Division I男子バスケットボールシーズンは、2017年11月10日に始まる。最初のトーナメントは2Kスポーツクラシックで、2018年4月2日にサンアントニオで開催されたファイナル4でシーズンが終了。 練習は2017年9月29日に公式に開始。  

## ルール変更
以下の規則変更は、2017-18 NCAA Division Iの男子バスケットボールシーズンに提案されました。

## シーズンの見出し
- 2017年5月9日– ミズーリバレー連盟（MVC）は、バルパライソ大学への招待を7月1日に発効し、当事者間の交渉を継続すると発表しました。| [icon] | この節の加筆が望まれています。 |

## 会議のメンバーシップの変更
2017-18シーズンの3つの学校が新しいカンファレンスに参加。
| 学校         | 元会議                       | 新しい会議                           |
| ------------ | ---------------------------- | ------------------------------------ |
| IUPUI        | サミットリーグ               | ホライゾンリーグ                     |
| バルパライソ | ホライズンリーグ             | ミズーリバレーカンファレンス         |
| ウィチタ州   | ミズーリバレーカンファレンス | アメリカンアスレチックカンファレンス |

## ポストシーズン

### NCAAトーナメント

#### トーナメントの混乱
このリストでは、「番狂わせ」とは、負けた相手の7スポット以上をシードしたチームによる勝利として定義されています。
| 日付    | 勝者                   | スコア | 敗者                | 地区   | 回戦           |
| ------- | ---------------------- | ------ | ------------------- | ------ | -------------- |
| 3月15日 | バッファロー（＃13）   | 89–68  | アリゾナ（＃4）     | 南     | 最初のラウンド |
| 3月16日 | UMBC（＃16）           | 74–54  | バージニア（＃1）   | 南     | 最初のラウンド |
| 3月16日 | マーシャル（＃13）     | 81-75  | ウィチタ州立（＃4） | 東     | 最初のラウンド |
| 3月17日 | ロヨラ・シカゴ（＃11） | 64-62  | テネシー（＃3）     | 南     | 第2ラウンド    |
| 3月18日 | フロリダ州立（＃9）    | 75-70  | ザビエル（＃1）     | 西     | 第2ラウンド    |
| 3月18日 | シラキュース（＃11）   | 55-53  | ミシガン州立（＃3） | 中西部 | 第2ラウンド    |

## 受賞者

### 2018年コンセンサスオールアメリカン
| プレーヤー             | ポジション | クラス | チーム           |
| ---------------------- | ---------- | ------ | ---------------- |
| ディアンドレ・エイトン | PF / C     | 1年    | アリゾナ大学     |
| マービン・バグリー3世  | PF         | 1年    | デューク大学     |
| ジェイレン・ブランソン | PG         | 3年    | ヴィラノヴァ大学 |
| ディボンテ・グラハム   | PG         | 4年    | カンザス大学     |
| トレイ・ヤング         | PG         | 1年    | オクラホマ大学   |

| プレーヤー               | ポジション | クラス | チーム                 |
| ------------------------ | ---------- | ------ | ---------------------- |
| ケイタ・ベイツ・ディオプ | SF         | 3年    | オハイオ州立大学       |
| トレヴォン・ブルーエット | SG         | 4年    | ゼイビア大学           |
| マイルズ・ブリッジス     | SF         | 2年    | ミシガン州立大学       |
| ジェボン・カーター       | PG         | 4年    | ウェストバージニア大学 |
| キーナン・エヴァンス     | PG         | 4年    | テキサス工科大学       |
| ジョック・ランデール     | C          | 4年    | セントメアリーズ大学   |

### 主な年間賞
- ウッデン賞：' ジェイレン・ブランソン、ヴィラノヴァ大学
- ネイスミス賞：ジェイレン・ブランソン、ヴィラノヴァ大学
- AP通信の年間最優秀選手：ジェイレン・ブランソン、ヴィラノヴァ大学
- NABCプレイヤーオブザイヤー： ジェイレン・ブランソン、ヴィラノヴァ大学
- オスカー・ロバートソン・トロフィー（USBWA）：ジェイレン・ブランソン、ヴィラノヴァ大学
- スポーティングニューズ・プレイヤー・オブ・ザ・イヤー：ジェイレン・ブランソン、ヴィラノヴァ大学

### 主な新入生賞
- ウェイマン・ティスデイル賞（USBWA）： トレイ・ヤング、オクラホマ大学
- NABCフレッシュマン・オブ・ザ・イヤー： マービン・バグリー3世、デューク大学
- スポーティングニューズ・フレッシュマン・オブ・ザ・イヤー：トレイ・ヤング、オクラホマ大学

### 主な年間最優秀コーチ賞
- AP通信コーチ・オブ・ザ・イヤー： トニー・ベネット、バージニア大学
- ヘンリー・イバ賞（USBWA）：トニー・ベネット、バージニア大学
- NABCコーチ・オブ・ザ・イヤー：トニー・ベネット バージニア大学
- ネイスミスカレッジコーチ・オブ・ザ・イヤー：トニー・ベネット バージニア大学
- スポーツニュースコーチ・オブ・ザ・イヤー： ミック・クローニン、シンシナティ大学

### その他の主要な賞
- ボブ・クージー賞（ベストポイントガード）：ジェイレン・ブランソン、ヴィラノヴァ大学
- ジェリー・ウェスト賞（ベストシューティングガード）：カーセン・エドワーズ、パデュー大学
- ジュリアス・アービング賞（ベストスモールフォワード）：ミカル・ブリッジズ、ヴィラノヴァ大学
- カール・マローン賞（最優秀賞）： ディアンドレ・エイトン、アリゾナ大学
- カリーム・アブドゥル＝ジャバー賞（ベストセンター）：アンヘル・デルガド、セトンホール大学
- ピートニューウェルビッグマン賞（ベストビッグマン）：マービン・バグリー3世、デューク大学
- NABC最優秀守備選手賞：ジェボン・カーター、ウェストバージニア大学
- ネイスミス最優秀守備選手賞：ジェボン・カーター、ウェストバージニア大学
- シニアクラス賞（トップシニア）：ジェヴォン・カーター、ウェストバージニア大学
- ロバート・V・ジーシートロフィー（フィラデルフィアビッグ5のトッププレーヤー）：ジェイレン・ブランソン、ヴィラノヴァ大学
- Haggerty Award（NYCメトロエリアのトッププレーヤー）：シャモリー・ポンズ、セント・ジョンズ大学
- ベン・ジョブ賞（トップ少数派コーチ）：ドンテ・ジャクソン、グランブリング州立大学
- ヒュー・ダーラム賞（トップミッドメジャーコーチ）：ライアン・オドム、UMBC
- ジム・フェラン賞（トップヘッドコーチ）：クリス・ホルトマン、オハイオ州立大学
- レフティ・ドライセル賞（トップディフェンシブプレイヤー）：ジェボン・カーター、ウェストバージニア大学
- ルー・ヘンソン賞（トップミッドメジャープレーヤー）： クレイトン・カスター、ロヨラ大学シカゴ校
- リュート・オルソン賞（新入生または移籍選手のトップ）：ジェイレン・ブランソン、ヴィラノヴァ大学
- スキップ・プロセッサー・マン・オブ・ザ・イヤー（道徳的性格を持つコーチ）：
- アカデミックオールアメリカン・オブ・ザ・イヤー（トップ奨学生）：ジェボン・カーター、ウェストバージニア大学
- エリート90賞（ファイナル4での上位クラスの選手でトップのGPA）：マット・ケネディ、ヴィラノバ大学
- USBWA Most Courageous Award：サム・ダウド、アイダホ州立大学